# توريت دو شاتو
توريت دو شاتو (بالفرنسية: Tourette-du-Château)‏ هي بلدية فرنسية تقع في إقليم الألب البحرية من منطقة بروفنس ألب كوت دازور في جنوب شرق فرنسا. تبلغ مساحة هذه المدينة 9.74 (كم²)، وترتفع عن سطح البحر 900 م، يبلغ عدد سكانها 119 نسمة حسب إحصاء المعهد الوطني للإحصاء والدراسات الاقتصادية سنة 2009 م. وترأس Martin Asso-Chabaud البلدية خلال فترة (2008-2014).

## وصلات خارجية
- صفحة البلدية على موقع المعهد الوطني للإحصاء والدراسات الاقتصادية